# Trichoprosopon soaresi
Trichoprosopon soaresi är en tvåvingeart som beskrevs av Lane och Cerquiera 1942. Trichoprosopon soaresi ingår i släktet Trichoprosopon och familjen stickmyggor. Inga underarter finns listade i Catalogue of Life.